# Історія Курської області
Ку́рська о́бласть була утворена 13 червня 1934 року. Сучасні межі регіону встоялися до 1954 року. Територія, на якій розташована Курська область, має давню історію.

## Кам'яна доба
Територію сучасної Курської області люди заселили близько 100 000 років тому в епоху «Великих зледенінь». Льодовий покрив доходив до західного кордону області, проте відроги Середньоруської височини завадили його дальшому проникненню. Тільки під час найпотужнішого Дніпровського зледеніння (200 000—120 000 років тому) під льодом опинилися території сучасних Рильського та Кореневського районів.
Біля села Зорино Обоянського району у стародавніх наносах річок Псел і Пселець у кар'єрі знайдено сліди вогнищ (деревне вугілля) стародавньої людини, які можна датувати одинцовським потеплінням усередині дніпровського зледеніння між його максимальною та московською фазами (200—150 тис. років тому). За 1,5 км на північний захід від села Погребки Суджанського району знайдено заготовину списоподібного ручного рубила, яку М. Д. Праслов відніс до рубежу ашелю і мустьє (170—100 тис. років тому).
На території Курської області відомі стоянки первісних людей: Авдіївська (Жовтневий район), Пенська, Бики 1 (обидві в Курчатовському районі), Жовтневе 1 і 2 (Рильський район), стоянки Курськ-1, Курськ-2 та Курськ-3. Найбільш вивченою є верхньопалеолітична Авдіївська стоянка, розташована за 28 км від Курська на березі річки Рогізна. Це поселення існувало прибл. 23—22 тис. років тому і складалося з 7 жител-напівземлянок, розташованих по краях житлового майданчика, між якими було вісім ям, призначених для зберігання харчових та господарських припасів. На території стоянки виявили сотні крем'яних знарядь, вироби з рогу, кістки та каменю.
Основним заняттям мешканців Авдіївської стоянки було полювання. Здобиччю були мамонти, волохаті носороги, північні олені, коні, вівцебики, сайгаки, бурі ведмеді та навіть печерні леви. Також у культурному шарі знайдено кістки песця і вовка, які зберегли свій анатомічний порядок, що свідчить про полювання на цих тварин виключно заради хутра, використовуваного для виготовлення одягу. Також під час розкопок виявлено уламок флейти, зробленої з лебединої кістки.
Мешканці Авдіївської стоянки дуже цінували зуби вовка, песця та бурого ведмедя. Їх пришивали до одягу разом із різноманітними заважками, або носили на шиї як намисто-амулети. Також як прикраси носили головні обручі, що вирізьблювалися з тонких кістяних пластин. Із кістки ж були вирізьблені і знайдені палеолітичні Венери. Як правило, статуетки «Венер» виготовлені за єдиним художнім каноном — оголена жінка зі злегка схиленою до грудей головою, непропорційно тонкими руками, складеними на животі, та злегка зігнутими ногами, із гладкими, без опрацювання, обличчями. Однак у 1977 році на Авдіївській стоянці виявили статуетку, що мала особливості, які раніше не траплялися на Російській рівнині. У неї були обличчя й зачіска. На думку вчених, «Венери» використовувалися під час проведення релігійних церемоній.
Біля села Лещинівка знайшли два місцеперебування епохи палеоліту — верхньопалеолітичний скребок (Лещинівка 8) і, можливо, могильник із трупоположеннями (Лещинівка 9, інвентар не виявлено).

## Бронзова доба
Наприкінці 3-го тисячоліття до н. е. у тутешніх краях з'явилися перші бронзові вироби. Оскільки родовищ мідної руди біля області не було, то вироби доводилося завозити здалеку — з Кавказу, Балкан. Власне, з цієї причини металеві вироби коштували дуже дорого і траплялися вкрай рідко.
Люди цього періоду мешкали в невеликих селищах, розташованих на піщаних дюнах у заплавах річок, тому основним заняттям тутешніх жителів стали землеробство та скотарство, що відсунули на другий план полювання та збирання.
На початку бронзової доби тут оселилися племена катакомбної культури, відмінні від інших своєрідністю поховального обряду. Одне з таких поховань знайшов біля села Вороб'ївки (сучасний Золотухинський район) професор Санкт-Петербурзького університету Д. Я. Самоквасов. У другій половині 2-го тисячоліття племена катакомбної культури були витіснені племенами зрубної культури, які також відрізнялися способом поховання (просто клали покійного на поверхню землі під курганами). Стоянок бронзової доби в області є кілька десятків.

## Скіфські часи
У IX—VIII століттях до н. е. стали з'являтися перші залізні вироби. До цього часу весь захід області був заселений землевласниками-орачами, які стали споруджувати укріплені поселення. Рови і вали цих городищ збереглися і до наших днів.
Наприкінці VII століття до н. е. скіфські племена починають заселяти територію нинішнього Курського краю. Вони зуміли швидко витіснити місцевих жителів із цих місць, і вже у VI століття до н. е. курські землі увійшли до складу «Скіфської держави», у якій перебували до II століття до н. е.
Біля села Маркове Глушковського району на поселенні раннього залізного віку Маркове 3 виявлено наявність невеликої кількості специфічних знахідок, що характеризують групу типу Хар'ївка (найсхідніший локальний варіант зарубинецької культури), що відноситься до латенізованого кола стародавностей (кельтська вуаль) пізньоримського періоду (II ст. до н. е. — I ст. н. е.).

## Заселення слов'янами
У III—V століттях н. е. тут оселилися носії черняхівської культури (Авдєєво, Воробйівка-2, Колосівка, Комарівка, Снагость, село Мар'їно, могильник Далекий у с. Великий Кам'янець), які відрізнялися високим рівнем розвитку. Селища черняхівців були великі, але неукріплені, оскільки зброї у них було достатньо. Житла були наземними, дах робили з соломи. У будинках були печі. Посуд виготовлявся на гончарному колі, що дозволяло виробляти більш витончене кухонне начиння.
Усі землі черняхівців, і навіть скіфів і германців, підпорядковувалися остготському королю Германаріху, поки гуни почали війну, що призвела до поразки готів і переходу цих територій під контроль племінного союзу гунів.
Пам'ятки колочинської культури займають західну частину території Курської області. Події військового характеру, що мали місце у 630—660 роках, викликали масове випадання антських скарбів. Парне поховання другої половини або останньої третини VII століття біля села Разінькове, що поєднує як аланські риси поховального обряду, так і прикраси дунайської традиції, свідчить про приплив осілого неслов'янського населення, що прийшов з півдня — Північного Причорномор'я, Подунав'я і Північного Кавказу.
Поблизу села Уланок знайдено два литі скроневі кільця пастирського типу з клювоподібними відростками та браслет із підграними порожнистими розширеними кінцями VII століття. Це найвіддаленіша від Пастирського городища і північна знахідка скроневих кілець цього типу.
На території Суджанського району знайдено сім речових скарбів VII століття, які входять до групи дніпровських ранньосередньовічних скарбів або «старожитностей антів»: новосуджанський, фанасіївський, княжинський, куриловський, суджанський-замостянський, конопельський, уланківський. Можливо, на Нижній Суджі у VII столітті розташовувався один із центрів влади дніпровського союзу племен.
Пам'ятники волинцівської культури (VIII—IX ст.) представлені на території Курської області неукріпленими поселеннями та ґрунтовими могильниками (Леб'яже 3).
У першій половині VIII століття у зв'язку з набігами кочівників, що почастішали, сюди переселилися племена сіверян. Вони стали зводити фортеці-городища, які розташовувалися за 5—10 км одна від одної. Утворювалися лінії оборони. Територією Курської області проходили три таких лінії. Перша лінія оборони проходила річкою Псел (Гочівське, Горнальське, Суходільське, Обоянське). Друга йшла річкою Сейм (Липинське, Кудеярова Гора, Сугрівське, Коробкінське, Артюшківське, Гора Івана Рильського, Синайське) та її притоках — річці Тускар (Курське, Шуклинське, Переверзівське-2) та Раті (Ратське, Титовське). Третя лінія розташовувалася на річці Свапа (Ратманське, Старогородське, Мойсеївське, Червоний Курган).
Для зведення городищ вибирали місця на високих берегових мисах. Перед городищем викопували рів або насипали вал. Поблизу розташовувалися невеликі хутори. Житла сіверян являли собою напівземлянки. Померлих спалювали на багаттях.
У 882 році, згідно з Повістю минулих літ, великий київський князь Олег наклав на сіверян данину.

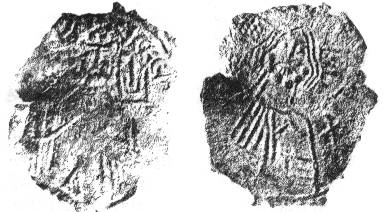
Срібник Володимира Святославича з Бесединського городища (Ратський археологічний комплекс) під Курськом, X століття

Своїм походом він започаткував приєднання курських земель до Київської Русі.
Вороб'ївський скарб арабських дирхемів, знайдений школярами біля села 2-а Вороб'ївка, датується за молодшою монетою 965 роком.
Роменське Велике Горнальське городище на комплексі Горналь функціонувало в сіверянський період, але було покинуте в 70-х роках X століття.
У першому горизонті Ратського археологічного комплексу на високому правому березі річки Рать виявлені старожитності роменської культури IX — кінця X століття. Другий горизонт співвідноситься з давньоруською культурою кінця X — першою половиною XIII століття.
Поблизу села Липина розташований Липинський археологічний комплекс (селище), городище, могильник давньоруського часу, де вперше в умовах Південної Русі на посаді відносно невеликого міста зафіксовано садибно-вуличну забудову. Територія селища почала активно освоюватися наприкінці X — на початку XI століття.
Грошово-речовий скарб з обрізаними в коло куфічними монетами «Курський-2017-1», знайдений у Курській області навесні 2017 року, датується останньою чвертю X століття.
Регіон Посем'я був підкорений Руссю наприкінці X — на початку XI століття, швидше за все, у 990-х роках під час східних походів Володимира Святославича. Усі роменські городища Родина загинули в пожежах.
Походи Ярослава Мудрого остаточно підкорили сіверян Русі. 1032 року в «Житії Феодосія Печерського» вперше згадується Курськ, 1096 року — Римів, 1152 року — Рильськ.

## ЕпохаКиївської Русі
За заповітом великого київського князя Ярослава Мудрого курські землі були включені до Переяславського князівства. Але невдовзі після смерті на Посем'я починають претендувати чернігівські князі. Розбрат тривав близько ста років і закінчився 1161 року входженням Посем'я до складу Чернігівського князівства.

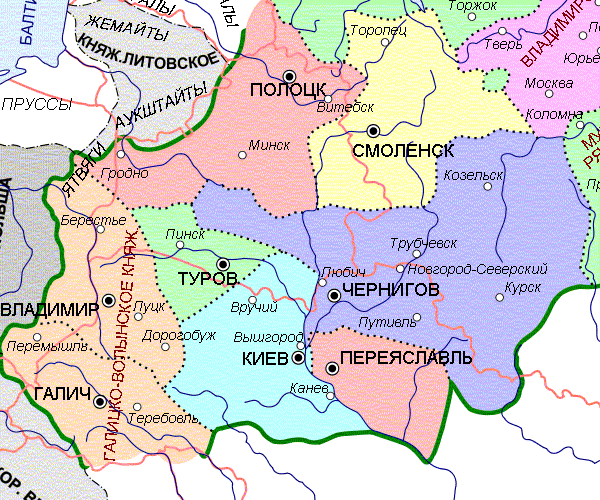
Курськ у складі Чернігівського князівства на початку XIII століття

Однією з причин, що змушували південноруських князів оскаржувати один в одного курські землі, був торговий шлях з Києва до Волзької Булгарії, яким надходили товари з Візантії, Близького Сходу та Середньої Азії. На території об'єкта археологічної спадщини «Курськ. Дитинець» при реставрації Воскресенської церкви на вулиці Луначарського, 4/1 археологи виявили некрополь, зброю, монети, прикраси, а також 40 свинцевих пломб дорогичинського типу XII століття. Перше місце за кількістю виявлених товарних пломб посідає Дорогичин (Сем'ятинський повіт, Польща) — кілька тисяч (за різними даними, від не менш як 8,5 до не більш як 15 тисяч), друге місце посідає Великий Новгород (понад 400 пломб), третє — Ратмінське поселення. у Дубні (близько 50 пломб). У Рязані таких пломб знайдено трохи більше ніж 30, у Пскові — трохи більше ніж 20, у Білоозері — 19. Висловлено припущення про належність частини зі знайдених у Курську пломб сину Великого князя Київського Мстислава Володимировича Ізяславу Мстиславичу та сину Великого князя Київського Юрія Долгорукого Івана Юрійовича. Поширення в такій масовій кількості на даній ділянці свідчить про перебування тут військово-адміністративного центру.

## Під владою Золотої Орди та Великого князівства Литовського
Курський край зруйнували й підкорили монголо-татари під час їхніх походів на Південну Русь у 1239—1241 рр. Наприкінці 1240 — на початку 1241 років вони вбили рильського князя Мстислава Святославича. Потужне Курське князювання, що претендувало на гегемонію в регіоні, припинило своє існування, його древні міста втратили колишній вплив, деякі з поселень зникли з землі. Сам Курськ, втративши князя, перетворився на резиденцію монгольського баскака, центр Курської тьми.
У 80-ті роки XIII століття Курською тьмою керував баскак Ахмат, який збирав данину для могутнього ординського темника Ногая. У літописах збереглася історія його боротьби з рильським князем Олегом і липовецьким князем Святославом. У ході боротьби князі заручилися підтримкою Телебуги — хана Золотої Орди та розорили володіння баскака. Але в січні 1290 Ахмат навів на Курський край орду Ногая і вчинив криваву розправу. Жорстоко стратили 13 найзнатніших бояр. Олег і Святослав посварилися між собою та незабаром загинули.
Курський край перебував під монгольським ярмом понад сто років. У першій половині — 60-х роках XIV століття на місці слов'яно-руського поселення на річці Рать був великий укріплений ординський центр, який, мабуть, був адміністративним центром відомої за письмовими джерелами Курської тьми.
У 60-ті роки XIV століття Курський край був відвойований литовським князем Ольгердом. Після цього протягом майже півтораста років Курськ та всі Сіверські землі входили до складу Великого князівства Литовського. Куряни поповнювали дружини литовських князів. 12 серпня 1399 року рильська дружина у складі війська князя Вітовта брала участь у Битві на Ворсклі. Рильський князь Федір Патрікейович загинув у цій невдалій для Литви битві.
Між 1428 і 1438 роками вихідці із Золотої Орди, на чолі з Яголдаєм, заснували Яголдаєву тьму, що проіснувала на правах васального володіння литовських князів на початок XVI століття.
Наприкінці XV століття на курській землі посилилося використання католицизму, що викликало величезне невдоволення із боку православного населення. Унаслідок цього новгород-сіверський князь Василь Іванович Шемякін разом зі своєю долею перейшов у підданство Московського князя Івана III, що спровокувало війну між Литвою та Московським князівством. Тільки в 1523 територія Курської області була остаточно підпорядкована Москві.

## У складі Московського князівства та царства
Активне заселення території Курської області почалося наприкінці XVI ст. Нові міста та села заселялися насамперед шляхом примусового відправлення туди жителів внутрішніх повітів Московського князівства (до 1547 року) та царства (до 1721). Були також вільні переселенці, які шукали вільного життя. Ще одну категорію нового населення краю становили засланці. У 1582 видано указ, згідно з яким «тих, хто в суді бреше і складе ябеду», слід було бити батогом, а потім «написати в козаки в крайні міста Сєвськ і Курськ». Через різних потоків колонізаторів аж до початку XX століття етнографи виділяли групи селянського населення, що відрізняються за діалектом, одягом і обрядами: так званих саянів, цуканів, горюнів.
У 1594 воєвода Іван Польов і голова Нелюб Огарьов у Курську заклали нову фортецю, будівництво якої закінчилося в 1597 році. З цього моменту місто стає одним із центрів Московського царства. Курськ мав численні торговельні зв'язки з багатьма містами — Орлом, Тулою, Калугою та іншими. Гарнізон фортеці складався з дворян, козаків, пушкарів, стрільців. Першим воєводою був князь Семен Семенович Гагарін.
Під час великого голоду (1601—1603) у курські землі ринув потік селян-утікачів. Цих селян держава залучала на військову службу. Але, крім свого основного обов'язку, вони мали зводити оборонні споруди і орати по 600 десятин кожен. Усе це дозволяло повноцінно займатися власним господарством.
Жебрацьке населення цих земель не могло витримати всіляких податків і тому, коли Лжедмитрій I пообіцяв селянам всякі заохочення, міста Курського краю підтримали його. Першим на бік самозванця перейшов Путивль, потім Рильськ, Курськ, Бєлгород. Коли Лжедмитрій I зазнав поразки при селі Добриничі, царські війська під командуванням Федора Мстиславського два тижні безуспішно тримали в облозі Рильськ. Курський край був місцем величезного скупчення втікачів, і саме тут 1606 року зародилося повстання під проводом І. І. Болотникова.
У першій половині XVII ст. повсюдно загострюється класова боротьба. У народних масах назрівав протест проти існуючих порядків. Він виявлявся в різних формах: від втечі на Дон до народних повстань. Одне з найбільших повстань у Курському краї відбулося в 1648 році.
У 1-й половині XVII століття на території сучасної Курської області сформовано кілька повітів: Курський, Рильський, Обоянський, Севський, Суджанський.
До початку XVIII століття Курські землі вважалися прикордонними, оскільки були піддані нападам ногайців і кримських татар. Остання велика навала татар на Курські землі сталася в 1664 році: були розорені Курський, Рильський, Севський та інші південні повіти. Кримці повели в полон понад 6 тисяч людей.

## Період Російської імперії
У роки правління Петра I (1682—1725) кордони Московського царства, а з 1721 року — Російської імперії держави відсунулися на південь та захід, і Курський край втратив значення укріпленої прикордонної території. Зростання великого землеволодіння, що почалося ще в останній чверті XVII століття, посилилося. За Петра I тут отримали великі маєтки такі сановники, як Юсупови, Головіни, Апраксіни. Меньшикову дісталися колишні землі Мазепи (Івановське, Степановка, Мазепівка). Зростання великого землеволодіння супроводжувалося посиленням експлуатації селян.
Економічна політика Петра I була спрямована на розвиток промисловості. До першої чверті XVIII століття належить заснування найстарішого промислового підприємства Курської губернії — Глушківської сукняної мануфактури.
У 1708 році Московське царство поділили на 8 губерній. Територія сучасної Курської області увійшла до складу Київської губернії. У 1719 році її розділили на 4 провінції: Київську, Білгородську, Севську та Орловську. Територія Курської області була поділена між Білгородською та Севською провінціями.

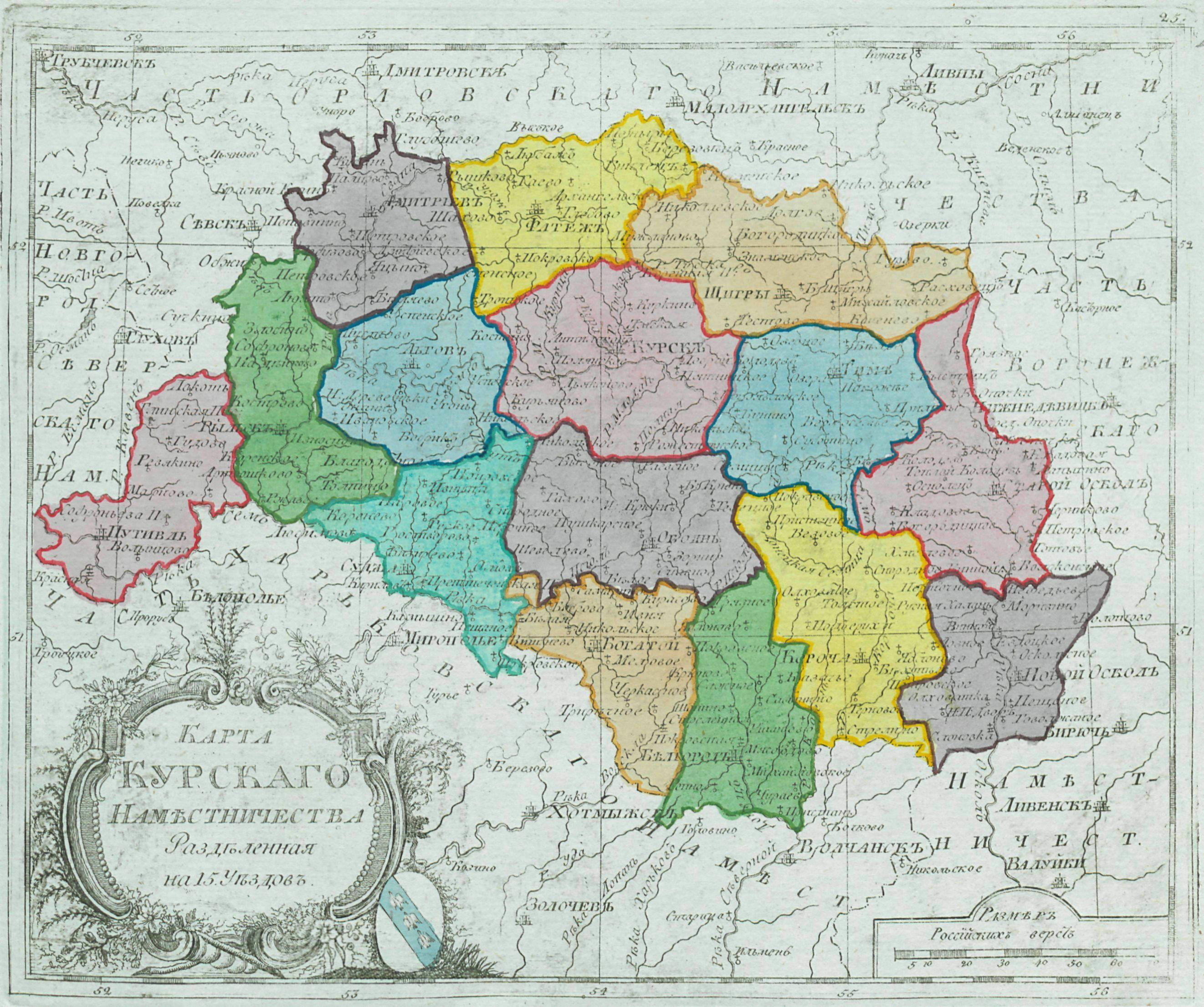
Карта Курського намісництва (1792 рік)

У 1779 році утворено Курське намісництво, територію якого поділили на 15 повітів (округ). Для управління повітами, на додаток до наявних міст, утворили нові: Багате, Дмитрієв, Льгов, Тим, Фатеж і Щигри. 1780 року Катерина II затвердила 12 гербів міст Курського намісництва. Білгород, Путивль і Рильськ мали свої старі герби й до наказу не ввійшли. Намісництво проіснувало без значних територіальних та адміністративних змін до 1796 року.
У 1796 за указом Павла I Курське намісництво перетворили в Курську губернію, яка проіснувала до 1928. У 1797 році було скасовано Багатенський, Дмитріївський, Льговський, Новооскільський і Тимський повіти, загальна кількість повітів скоротилася до 10.
У 1802 році більшість повітів, що існували до 1797, відновили. Замість Богатенського відтворено Хотмизький повіт. У 1838 Хотмизький повіт перейменували у Грайворонський, повітовий центр перенесли в Грайворон.
11 повітів Курської губернії були серед регіонів, які отримували продовольчу допомогу під час голоду 1891—1892 років.

## Громадянська війна та перші роки Радянської влади (1917—1934)

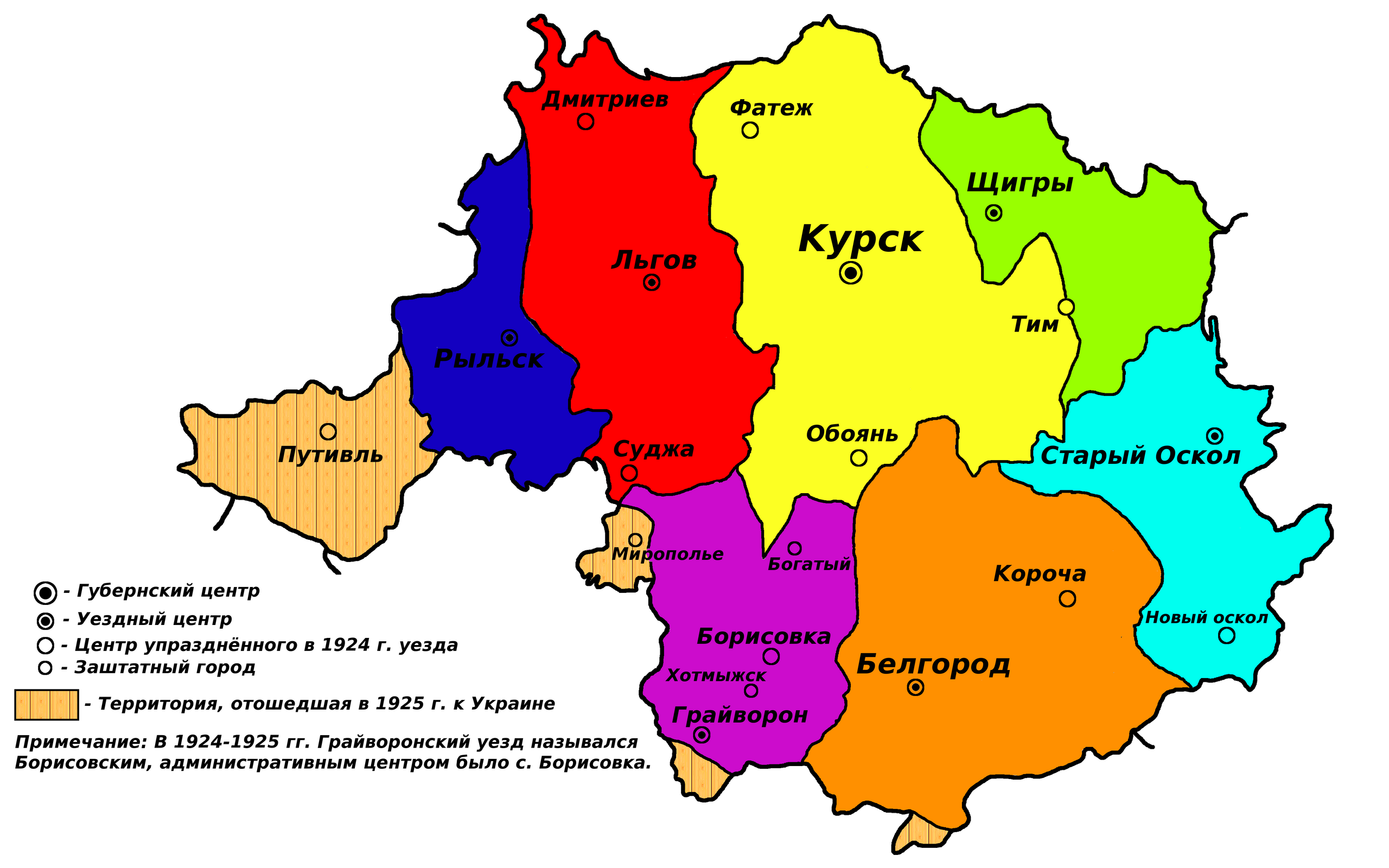
Курська губернія в 1924—1928 роках

Центрально-Чорноземна область у 1930 році

Після Жовтневого перевороту більшовиків, у листопаді 1917 — січні 1918 року, радянську влада встановили в усіх повітах Курської губернії. Навесні 1918 року південну й західну частини губернії окупували німецькі війська й до кінця 1918 року ці частини входили до складу Української держави, яка до листопадової революції в Німеччині мала збройну підтримку Німеччини та Австро-Угорщини. Нейтральна зона проходила через Рильськ, Коренево та Суджу.
У 1919 році Курська губернія стала ареною боїв між Збройними силами Півдня Росії під командуванням Денікіна та частинами Червоної армії. До кінця вересня 1919 року всю територію Курської губернії контролювали війська Денікіна, проте вже на початку грудня 1919 року війська білих відкинули до Харкова. Після цього активних бойових дій біля губернії не спостерігалося.
12 травня 1924 року відбулося укрупнення повітів і волостей. Скасовано Дмитріївський, Корочанський, Новооскільський, Обоянський, Путивльський, Суджанський, Тимський і Фатезький повіти, замість Грайворонського створено Борисівський повіт. 1 червня 1925 року Борисівський повіт був знову перейменований на Грайворонський.
16 жовтня 1925 року від Курської губернії відійшли до УРСР: а) територія колишнього Путивльського повіту (без Крупецької волості); б) Кренічанська волость Грайворонського повіту; в) 2 неповні волості Грайворонського та Бєлгородського повітів.
16 липня 1928 року губернії та повіти скасували. Відбувся перехід на обласний, окружний та районний адміністративний поділ. На території колишніх Воронезької, Курської, Орловської та Тамбовської губерній створили Центрально-Чорноземну область. На території колишньої Курської губернії утворено 3 округи: Курський (14 районів, 527 сільрад), Білгородський (14 районів, 482 сільради) та Льговський (11 районів, 384 сільради). Східна частина губернії увійшла до Воронезького та Острогозького округів.
У 1929 році створили Старооскільський округ із 13 районів, що відійшли з Воронезького (8 районів), Острогозького (3 райони), Курського (1 район) та Білгородського (1 район) округів. У 1930 році ухвалили ліквідувати округи. Райони стали безпосередньо підпорядковуватися обласному центру.
У 1929—1931 роках у Центрально-Чорноземній області провели колективізацію селянських господарств, яка призвела до масового голоду в 1932—1933 роках.

## Курська область (1934-)

Пам'ятник 8180 щигрівцям, які не повернулися з війни, загинули в боях за Батьківщину (відкритий на честь 55-річчя перемоги на Курській дузі)

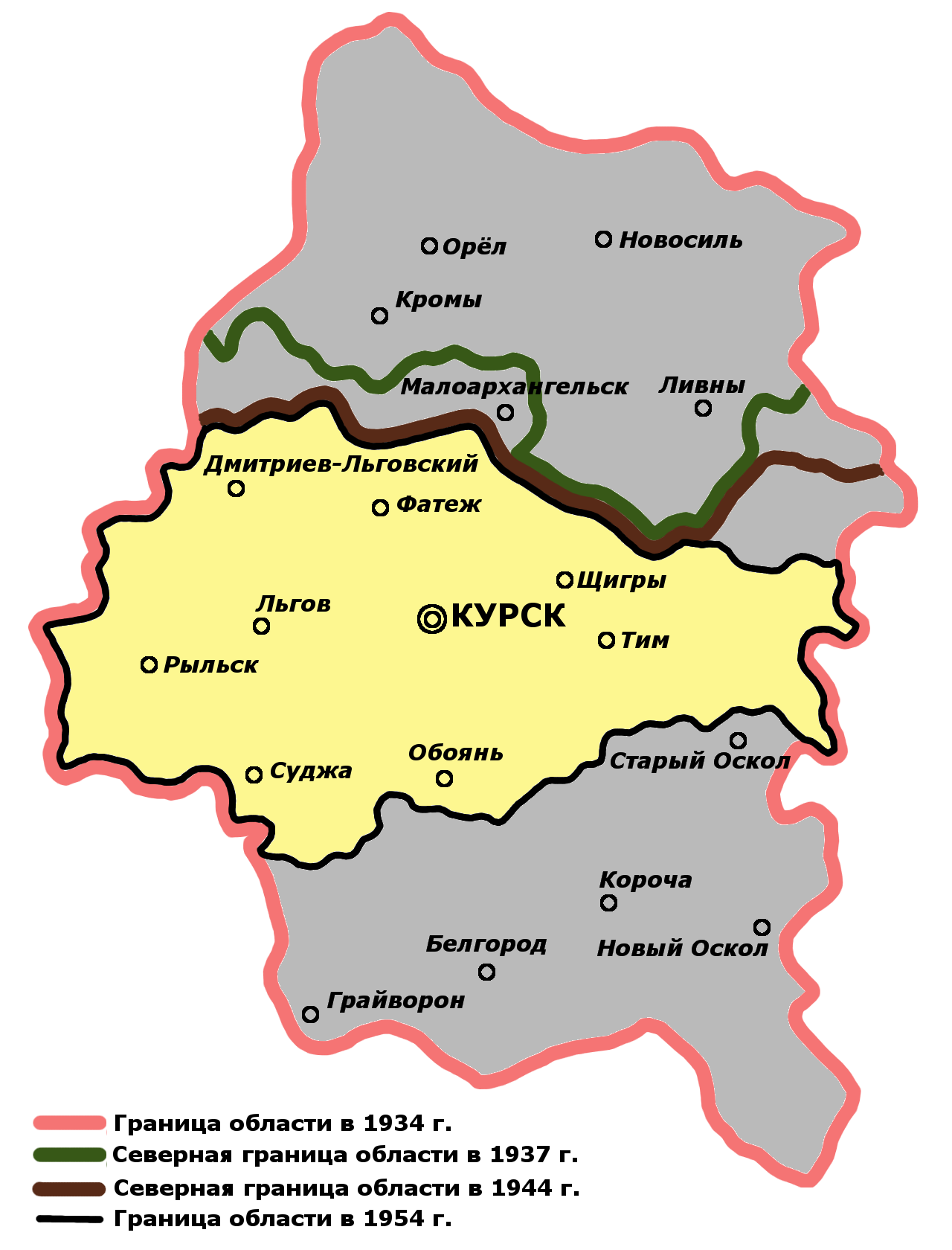
Зміна кордонів Курської області в 1934—1954 роках

13 червня 1934 року Центрально-Чорноземну область поділили на 2 регіони: Воронезьку область і Курську область. 18 січня 1935 року затвердили нову мережу районів Курської області. До складу регіону на той час входили 92 райони та 21 місто, з них 3 міста обласного підпорядкування: Курськ, Орел та Білгород. 17 вересня 1937 року 25 північних районів Курської області виділили в Орловську область.
Під час Німецько-радянської війни Курську область окупували німецько-фашистські війська та частини союзників гітлерівської Німеччини (угорські, румунські) в період з 2 жовтня 1941 року по 2 вересня 1943 року. Загалом за роки окупації на території області фашистські загарбники та їхні спільники вбили 18 099 мирних громадян та 9826 військовополонених.
Завдані війною матеріальні збитки були жахливими. Фронт територією Курської області у 1941—1943 роках проходив кілька разів, улітку 1943 року на її території відбувалася Курська битва, ці бойові дії спричинили масові руйнації і величезний матеріальний збиток. Не меншу шкоду завдала і німецька окупація з її політикою цілеспрямованого пограбування та «тактикою випаленої землі» під час відступу. Повністю знищено 3000 промислових підприємств, решту значно пошкоджено, вони потребували капітального ремонту. У сільському господарстві у визволених районах не залишилося жодного трактора, а на колгосп припадало в середньому по четверо коней. На залізничному транспорті всі виробничі споруди знищено вщент, а залізничні колії — більш ніж наполовину. До 500 000 мешканців області після її визволення не мали даху над головою. На відновлення заподіяних війною руйнувань пішло кілька років.
13 липня 1944 року з Курської області в Орловську область передали 5 районів: Глазуновський, Дмитровський, Малоархангельський, Понировський і Троснянський. 9 жовтня 1944 року Понировський район повернули до складу Курської області.
6 січня 1954 року у зв'язку з утворенням Бєлгородської та Липецької областей зі складу Курської області передали: першій — 23 райони, другій — 3 райони. У складі Курської області залишилося 36 районів. На 1 січня 1960 року Курська область мала 33 райони.
1 січня 1964 року адміністративні сільські райони укрупнили: замість 33 їх стало 12. 3 березня 1964 року кількість районів збільшили до 14. 12 січня 1965 року у складі Курської області стало 19 районів.
30 грудня 1966 року утворено 3 нових райони: Кореневський, Хомутовський і Черемисиновський. Загальна кількість районів стала 22.

### Після 24 лютого 2022 року
12 березня 2024 року пройшов рейд на територію регіону та сусідньої Білгородської області.
6 серпня того ж року внаслідок переходу російсько-українського кордону сухопутними військами України та заходу на територію регіону поблизу міста Суджа почалися бої за область.